# Laguna Arrecifal
La laguna Arrecifal est un lac situé en Colombie, dans le département de Guainía, à la limite du département de Vichada.

## Géographie
La laguna Arrecifal est située dans le corregimiento départemental de Barranco Minas. De forme incurvée, elle est un bras mort du río Guaviare.